# Polycentropus stephani
Polycentropus stephani är en nattsländeart som beskrevs av Bowles, Mathis och Hamilton 1993. Polycentropus stephani ingår i släktet Polycentropus och familjen fångstnätnattsländor. Inga underarter finns listade i Catalogue of Life.